# Землекоп капський
Землепкоп капський (Bathyergus suillus) — вид гризунів родини землекопових, ендемік Південно-Африканської Республіки. Один з двох видів роду землекоп (Bathyergus).

## Поширення
Проживає у Західній Капській провінції, а також є реєстрації у Північній Капській провінції, де перебуває у симпатрії з близьким видом Bathyergus janetta. Не відомо, чи ареал вздовж західного узбережжя Південної Африки є безперервним. Мешкає нижче 300 м над рівнем моря. Вид пов'язаний з пухкими прибережними пісками, супісками уздовж узбереж і алювійними пісками по берегах річок. Добре адаптується до змінених людиною ландшафтів. Вважається шкідником на полях для гольфу, газонах для гри в кеглі, тенісних кортах і в районах вирощування пшениці, так як їх кургани можуть призвести до сильного зношування леза жниварки. 

## Морфологія
Морфометрія. Загальна довжина тіла: 32 см, довжина хвоста: 5 см, вага: 550—750 гр.
Опис. Найбільший серед землекопових. Має м'яке хутро, короткий хвіст, велику, округлу голову, добре розвинені різці, крихітні очі і вуха. Хутро від корицевого до світло-жовто-коричневого з вкрапленнями сірого зверху, низ сірий, підборіддя й писочок білі. 

## Поведінка
Як правило, поодинокий види, з приплодом від одного до шести малюків і довжиною покоління в два роки

## Загрози та охорона
Вважається шкідником. Існує деяке споживання людиною, м'ясо цього виду вважається делікатесом. Був зареєстрований у кількох охоронних районах.

## Виноски
1. 1 2 3  Вебсайт МСОП
2. ↑  Chris Stuart, Tilde Stuart Field guide to mammals of southern Africa — Struik, 2001, p. 94